# Feas huggorm
Feas huggorm (Azemiops feae) är en ormart som beskrevs av George Albert Boulenger 1888.
Azemiops feae är ensam i släktet Azemiops och i underfamiljen Azemiopinae som ingår i familjen huggormar. Inga underarter finns listade i Catalogue of Life. Namnet syftar på Leonardo Fea som var en naturforskare från Genua.
Denna orm blir vanligen 60 till 98 cm lång. Den vilar på dagen i ett fuktigt gömställe bland stenar eller växter och är aktiv på natten. Födan hittas vanligen i det tjocka lövskiktet på marken. Arten är känslig för vattenbrist och undviker torra eller halvtorra platser. Äggen kläcks efter cirka 90 dagar. Fjällen har på ovansidan en svart färg och ofta gråa kanter. Påfallande är 14 eller 15 smala, vita till rosa ringar som kan ha en klaff på buken. Huvudet är främst gulaktigt och har ibland två bruna strimmor på ovansidan. Pupillerna i de små ögonen är vertikala.
Arten förekommer från centrala Kina söderut till norra Vietnam och Myanmar. Den vistas i låglandet och i bergstrakter från 100 till 2200 meter över havet. Feas huggorm föredrar öppna landskap som klippiga områden och gräsmarker men den hittas även i skogar, buskskogar och i mindre samhällen.
Det är inte utrett vad ormen äter i naturen. I fångenskap tog den bland annat möss som föda. Honor lägger cirka 6 ägg per tillfälle. Liksom flera andra huggormar jagar arten med gift. Individer som lever i bergstrakter håller under den kalla årstiden en slags vinterdvala men de vaknar ibland.
Feas huggorm är ganska sällsynt i hela utbredningsområdet men beståndets minskning anses vara måttlig. Arten fångas för att sälja den som terrariedjur. Den har svårt att fortplanta sig i fångenskap och därför fångas med jämna mellanrum nya individer. Även bland ormuppfödare är arten ovanlig och marknaden har bara mindre betydelse för hela populationen. Internationella naturvårdsunionen kategoriserar Feas huggorm globalt som livskraftig.